# Ramiro Armesto Armesto
Ramiro Armesto Armesto (Villafranca del Bierzo, 12 de febrero de 1905- Puente Castro, León, 21 de noviembre de 1936) fue un abogado y político liberal, demócrata español.

## Formación
Inició su formación en Villafranca del Bierzo, la continuó de 1915 a 1922 en Madrid en el Instituto Cardenal Cisneros y accedió a la universidad. Estudió derecho en la Universidad Central de Madrid y se convirtió en abogado. Durante su época de estudiante, jugó al fútbol profesionalmente como portero de los clubes madrileños Deportiva Ferroviaria Madrileña, club socialista madrileño, y Unión Sporting Club.

## Biografía

### Años de aprendizaje político (1929-1933)
En marzo de 1929 se casó con Sofía Pérez Neira y tuvo con ella dos hijos (Ramiro y Mariluz). Trabajó como abogado en Villafranca del Bierzo y en León. Liberal acérrimo, pertenecía a un grupo de persona de libre dedicación y profesionales del derecho que eran republicanos. En las elecciones de noviembre de 1933 para el Congreso de los Diputados, Ramiro Armesto, con su amigo Félix Gordón Ordás, entonces Ministro de Industria y Comercio (8 de octubre-16 de diciembre de 1933), se presenta como candidato por los liberales republicanos en la circunscripción de León. Debido a un giro a la derecha en las elecciones, él no resultó electo, pero Gordón sí.

### Intensificación de la lucha política (1933-1936)

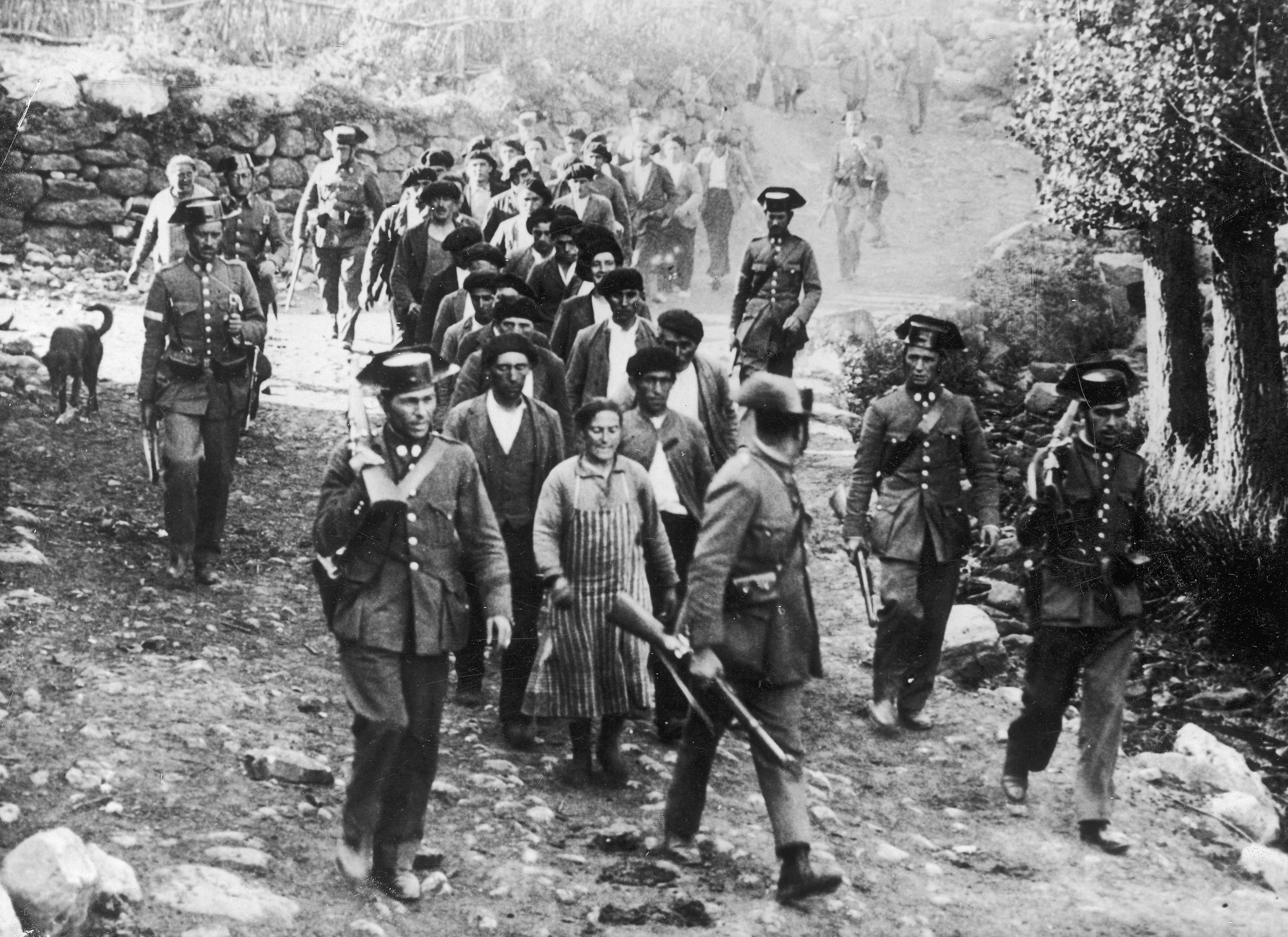
Mineros detenidos en Brañosera (Palencia) durante la revolución de 1934

Tras una escisión en el espectro liberal republicano, se incorporó a la Unión Republicana (UR) en 1934, "que - al igual que la Izquierda Republicana de Manuel Azaña (1880-1940)- propugnaba amplias políticas reformistas en el marco de la república parlamentaria.” Como director del diario La República de la Unión Republicana, logró ganar influencia en su partido. Fue elegido presidente del consejo provincial de su partido en León. A medida que crecía la represión social y política durante el doble año negro de 1934-1935, ganó la atención pública en 1934 defendiendo[9] a los acusados de izquierda de Asturias. Participó en la A.S.O. (Abogados defensores de los encartados por los sucesos de octubre, Defensoría de los Acusados de los hechos de octubre de 1934).
El 28 de enero de 1936, los periódicos españoles presentaron por unanimidad los candidatos para las próximas elecciones del 16 de febrero de 1936. Junto a Gordón Ordás, Armesto volvió a estar entre los candidatos de la provincia de León que hicieron campaña juntos contra la derecha y querían superar los últimos dos años. Esta vez la izquierda como el Frente Popular, que también incluía a la Unión Republicana, elaboró una lista conjunta de candidatos. Tras una intensa campaña electoral, el Frente Popular ganó contra la derecha, pero no en León. Si bien hubo un aumento significativo en los votos de izquierda, los partidos de derecha obtuvieron la mayor cantidad de votos en esta región agrícola.

### Resultados de las Elecciones Generales 1933 y 1936 en la circunscripción de León
| Lista                                                      | % en 1933 | Diputados 1933 | % en 1936 | Diputados 1936 | Variación en % |
| ---------------------------------------------------------- | --------- | -------------- | --------- | -------------- | -------------- |
| Derecha (CEDA, Agrarios, Renovación)                       | 57,05%    | 8              | 52,24     | 7              | -4,81          |
| Centro                                                     | -         | -              | 2,27%     | -              | +2,27          |
| Independientes                                             | -         | -              | 1,1%      | -              | +1,1           |
| Radicales                                                  | -         | -              | 1,39%     | -              | +1,39          |
| Izquierda (PSOE, Unión Republicana, Izquierda Republicana) | 32,61%    | 1              | 41,72%    | 2              | +9,11          |
| en blanco etc.                                             | 10,34%    | -              | 1,30%     | -              | -9,21          |
| Participación                                              | 65,03%    | -              | 68,74%    | -              | -              |

Ramiro Armesto no fue electo al Parlamento. Pudo conseguir 70.218 votos y se quedó fuera del parlamento por 2.422 votos. Fue el candidato más votado en siete localidades: Campo de Villavidel, Corrullón, La Ercina, Folgoso de la Ribera, Fresnedo, Igueña y Sobrado.
El 20 de marzo fue propuesto para la Comisión Gestora de la Diputación Provincial y elegido su Presidente en la primera sesión.
| Alonso Botas, José         |                          |                       |                    |
| Armesto Armesto, Ramiro    | Abogado                  | Unión Republicana     | fusilado           |
| Baños Allende, Epifanio    | Comerciante              |                       | Preso en San Marco |
| Blanco Blanco, Julio       |                          | Comunista             |                    |
| Caruezo Landeras, Onésimo  |                          | Unión Republicana     |                    |
| Custodio León, Juan        |                          | PSOE                  | fusilado           |
| López Rubio, Victoriano    |                          |                       | fusilado           |
| Martín Marassa, Vicente    |                          | Izquierda Republicana | fusilado           |
| Pedrosa Muñoz, Juan        |                          | PSOE                  | fusilado           |
| Prieto Prieto, Zenón       | Minero                   |                       |                    |
| Rodríguez Calleja, Antonio |                          | PSOE                  | fusilado           |
| Santamaría Andrés, Manuel  | Catedrático de Instituto | Izquierda Republicana | fusilado           |

Esta cuarta Diputación Provincial fue la última republicana. A los treinta y un años, Ramiro Armesto era el presidente de una Diputación Provincial más joven de toda España. En junio de 1936 participó en el primer Congreso Nacional Extraordinario del Partido de la Unión Republicana en Madrid, donde fue elegido para la dirección del partido.

### Encarcelamiento y ejecución (verano de 1936)
El 20 de julio también se levantó la Guarnición de León, sumándose al golpe del 18 de julio y deteniendo en la sede del Gobierno Civil de León a Ramiro Armesto junto con el gobernador civil Emilio Francés Ortiz de Elgueta y el Alcalde de León Miguel Castaño Quiñones. Fueron llevados al campo de concentración de San Marcos, que fue rápidamente instalado, junto con otros presos. Un consejo de guerra de jueces militares lo condenó a muerte el 4 de noviembre. En la mañana del 21 de noviembre fue fusilado en el campo de tiro de Puente Castro, cercano a la ciudad de León, junto a otros compañeros de sufrimiento. Los  tiradores pertenecían al Regimiento de Infantería de Burgos n.º 31 y estaban al mando de Tristán Falcó y Álvarez de Toledo, Grande de España. De los 12 miembros de la Diputación Provincial republicana, siete fueron ejecutados. Un pedido de clemencia de los principales actores económicos de la ciudad fue rechazado y quienes lo presentaron fueron multados con 40.000 a 5.000 pesetas.
Pierre Broué y Émil Témime interpretan esta ruptura del orden constitucional de la siguiente manera: "El terror, ciertamente, tenía un propósito concreto: romper la resistencia de las masas". González Calleja añade: “La represión engloba un amplio abanico de actuaciones, que pueden ir desde la eliminación física del disidente hasta el dirigismo de conductas públicas y privadas, a través, por ejemplo de la imposición de una cierta moral o de una cultura oficial, en cuyo caso aparece como más cercana al concepto de control social.” El sociólogo e historiador Santos Juliá ve el proceso de represión como “absolutamente premeditado, sistemático, institucionalizado, hasta transformarse en un objetivo en sí mismo para la construcción del nuevo Estado“.

## Memoria: La vida del más allá

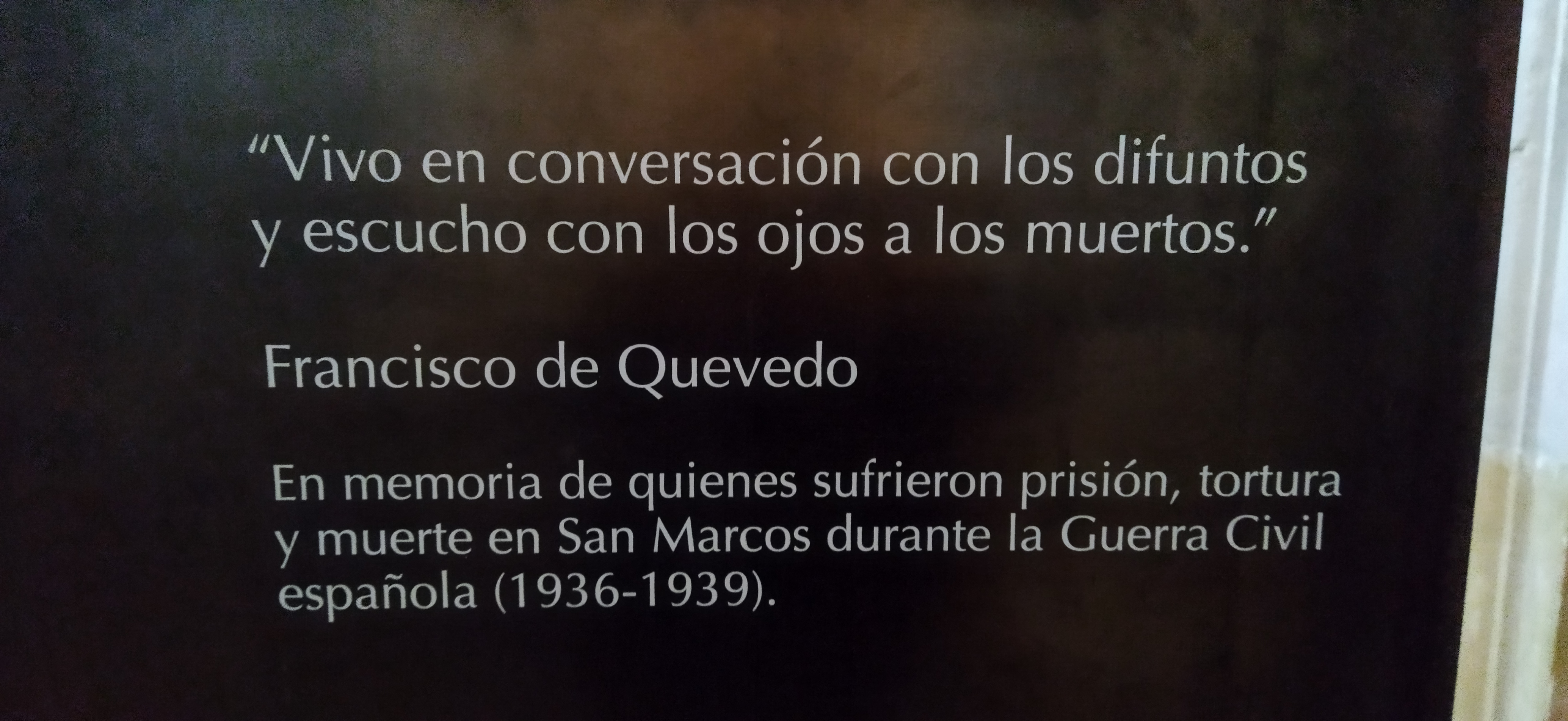
San Marcos: Monumento Repression del Franquismo

Durante la dictadura franquista habría que olvidar al liberal demócrata y no marxista Ramiro Armesto. En un folleto del régimen de 1939 se pretendía que la transición de la diputación republicana a la franquista había sido continuista. Después de eso, un manto de silencio se envolvió sobre los hechos violentos. En 1977, tras la muerte de Francisco Franco, se incorporó a la Galería de los Presidentes en el edificio de la Diputación un cuadro de Ramiro Armesto pintado por José Vela Zanetti. Fue recién en 1989 que la democrática Diputación Provincial de León intentó restaurar el honor del presidente republicano. No bastaba con nombrar una calle. El campo de concentración temporal de San Marcos ha sido reconvertido en hotel y tiene una placa conmemorativa.

## Literatura
- Juan Manuel Martínez Valdueza, Catalina Seco Martínez,(2007). Las Elecciones Generales de 1936 en León y su provincia. León: Lobo Sapiens. ISBN 978-84-935160-6-2.
- Boletin Oficial de la provincia de León del 1 de abril de 1936), León  - Nr. 151 (07.08.1936) (2023-02-11)